# Trường liên cấp
Trường liên cấp (tiếng Anh: escalator school; tiếng Nhật: esukareitā gakkō (エスカレーター学校 esukareitā gakkō), esukareitā kō (エスカレーター校 esukareitā kō) hoặc esukareita kō (エスカレータ校 esukareita kō)) là trường học bao gồm các cấp bậc giáo dục từ tiểu học hoặc trung học cơ sở (hay thậm chí từ mẫu giáo) đến đại học. Các trường liên cấp được gọi như vậy vì học sinh thường lên cấp mà không cần phải tham dự các kỳ thi kiểm tra đầu vào. Trong khi nhiều trường tư ở phương Tây hoạt động theo cách này thì tại Nhật Bản và Philippines, trường liên cấp phổ biến hơn nhiều so với các nước khác.